# 2644 Віктор Хара
2644 Віктор Хара (2644 Victor Jara) — астероїд головного поясу, відкритий 22 вересня 1973 року.
Тіссеранів параметр щодо Юпітера — 3,670.
Названий на честь Віктора Хара — чилійського поета і театрального режисера, співака і політичного активіста, який загинув під час військового перевороту 1973 року в Чилі.